# Jessie Boucherett
Emilia Jessie Boucherett, född i november 1825 i North Willingham, Lincolnshire, död 18 oktober 1905, var en brittisk feminist.
Boucherett erbjöd sig 1859 att bli medarbetare i English Woman's Journal. Hon blev medlem i Langham Place Group och grundade, tillsammans med Barbara Bodichon och Adelaide Anne Procter, Society for Promoting the Employment of Women. Hon var även medlem av Kensington Society och av den första kommittén för kvinnlig rösträtt, vilken bildades 1866 i syfte att petitionera till Storbritanniens parlament i frågan. Hon var redaktör för The Englishwoman's Review 1866–1871 och samarbetade med Helen Blackburn i The Condition of Working Women (1896).